# アイザック・チレンバ
アイザック・チレンバ（Isaac Chilemba、男性、1987年5月17日 - ）は、マラウイのプロボクサー。元IBO世界スーパーミドル級王者。ブランタイヤ出身。 
日本語表記の記事では「イサック・チレンバ」や「イサック・チレンベ」とも表記される。ボディワークを武器にする選手。トレーナーはジョディー・ソロマン。

## 来歴
2005年10月19日、ハウテン州ブラックパンでクルーザー級のウェイトでタムサンカ・ティンドレニと対戦し、2回TKO勝ちを収めデビュー戦を白星で飾った。
2007年7月5日、ハウテン州ケンプトン・パークのエンペラーズ・パレスでウィルビーフォース・シヘポとライトヘビー級6回戦を行い、プロ初黒星となる6回判定負けを喫した。
2007年11月21日、ケンプトン・パークのエンペラーズ・パレスでウィルビーフォース・シヘポとライトヘビー級6回戦を行い、6回判定勝ちを収め前戦のリベンジに成功した。
2008年9月13日、ケンプトン・パークのエンペラーズ・パレスでチャールズ・アダムとABUスーパーミドル級王座決定戦を行い、12回3-0の判定勝ちを収め王座獲得に成功した。
2009年6月13日、ムプマランガ州セツンダでデビッド・バサジジャミビュールとWBOアフリカライトヘビー級王座決定戦を行い、12回3-0の判定勝ちを収め王座獲得に成功した。
2009年10月31日、ケンプトン・パークのエンペラーズ・パレスでABUライトヘビー級王者でWBCインターナショナルライトヘビー級王者のドゥドゥ・ヌグンブと対戦し、12回3-0の判定勝ちを収めABU王座の2階級制覇、WBCインターナショナル王座獲得に成功した。
2010年6月19日、ケンプトン・パークのエンペラーズ・パレスでマイケル・ボリングとIBO世界スーパーミドル級王座決定戦を行い、12回3-0の判定勝ちを収め王座獲得に成功した。
2010年11月6日、ケンプトン・パークのエンペラーズ・パレスでトーマス・ウーストハイゼンと対戦し、12回1-1（115-113、114-114、113-115）の判定で引き分けたが初防衛に成功した。
2011年3月26日、ケンプトン・パークのエンペラーズ・パレスでビカピタ・メロロとWBCインターナショナルライトヘビー級王座決定戦を行い、12回3-0の判定勝ちを収めWBCインターナショナル王座への返り咲きに成功した。
2013年3月30日、リヴァプールのエコー・アリーナ・リヴァプールでWBC世界ライトヘビー級シルバー王者のトニー・ベリューと対戦し、12回1-1（116-112、115-116、114-114）の判定で引き分けた為、王座獲得に失敗した。
2013年5月25日、O2アリーナに舞台を移してWBC世界ライトヘビー級シルバー王者のトニー・ベリューと再戦し、12回0-3の判定負けを喫し前戦の借りを返せず、またも王座獲得に失敗した。
2015年3月14日、モントリオールのベル・センターでバシリー・レピキンとNABF北米ライトヘビー級王座決定戦を行い、10回3-0の判定勝ちを収め王座獲得に成功した。
2015年11月28日、ケベック・シティーのビデオトロン・センターでWBC世界ライトヘビー級シルバー王者のエレイデル・アルバレスと対戦し、12回0-2の判定負けを喫し王座獲得に失敗した。
2016年7月11日、エカテリンブルクのDIVSでWBA・IBF・WBO世界ライトヘビー級スーパー王者のセルゲイ・コバレフと対戦し、7回にダウンを奪われる等コバレフペースで試合が進み、12回0-3（110-117、111-116、109-118）の判定負けを喫しWBAスーパー王座、IBF王座並びにWBO王座の獲得に失敗した。HBOデビュー戦となった。ワールド・チャンピオンシップ・ボクシングがロシアから録画中継と異例の月曜日放送を行った。
2016年7月14日、WBAはチレンバを2016年6月度のWBA世界ライトヘビー級ランキングから外した。
2016年11月19日、T-モバイル・アリーナで行われたアンドレ・ウォードVSセルゲイ・コバレフの前座でNABF北米ライトヘビー級王者のオレクサンドル・グウォジクと対戦し、チレンバがキャリア初のKO負けとなる8回終了時に棄権した為NABF王座への返り咲きに失敗した。
2018年3月16日、ビクトリア州フレミントンのメルボルン・パビリオンでブレイク・キャパレロとWBCインターナショナルライトヘビー級王座決定戦を行い、12回3-0（115-113×2、117-111）の判定勝ちを収め王座への返り咲きに成功した。
2018年8月4日、ニュージャージー州アトランティックシティのエテズス・アリーナでWBA世界ライトヘビー級王者のディミトリー・ビボルと対戦し、12回0-3（2者が108-120、112-116）の判定負けを喫し王座獲得に失敗した。

## 獲得タイトル
- ABUスーパーミドル級王座
- WBOアフリカライトヘビー級王座
- ABUライトヘビー級王座
- WBCインターナショナルライトヘビー級王座
- IBO世界スーパーミドル級王座
- NABF北米ライトヘビー級王座